# Лешненское воеводство
Лешненское воеводство (пол. województwo leszczyńskie) — воеводство Польши, существовавшее в 1975—1998 годах.
Представляло собой одну из 49 основных единиц административного деления Польши, которые были упразднены в результате административной реформы Польши 1998 года. 
Занимало площадь 4154 км². Административным центром воеводства являлся город Лешно. После административной реформы воеводство прекратило своё существование и его территория отошла большей частью к Великопольскому воеводству, по несколько гмин — к Нижнесилезскому воеводству (Гурувский повят) и Любускому воеводству (Всховский повят).

## Города
Крупнейшие города воеводства по числу жителей (по состоянию на 31 декабря 1998 года):
- Лешно — 62 274
- Косьцян — 24 489
- Равич — 21 715
- Гостынь — 20 713
- Всхова — 14 777
- Гура — 13 008